# Credo EN 18
A Credo EN 18 autóbuszt a Krankovics István tulajdonában álló győri Kravtex-Kühne Csoport gyártotta. Elővárosi alkalmazásra szánt, alacsony belépésű típuscsaládjának 18 m hosszú csuklós változata. Három utasajtóval rendelkezik, melyek közül az első egyfelszállósávos, a második és a harmadik teljes szélességű. A BN 18 típushoz képest eltérés az ajtók számában és az ülések elrendezésében van.
A típusból 4 darab készült, a Volánbusz Zrt. üzemelteti a buszokat. Pécs-Siklós (2 db), Pécs-Komló, Pécs-Szigetvár útvonalon.
Az EN 18-nak a 2011-es típusmegújításkor nem készült modernizált változata.

## Lásd még
- Credo EN 9,5
- Credo BN 12
- Credo EN 12
- Credo BN 18